# Бононийска епархия
Вижте пояснителната страница за други значения на Бонония.
Бононийската епархия (на латински: Dioecesis Bononiensis) e титулярна епископия на Римокатолическата църква..
Тя е наследник на някогашна епархия,, намирала се в Крайбрежна Дакия – провинция на Древен Рим с център Рациария. Наречена е на древната крепост Бонония, днес град Видин.
Нейният пръв титулярен епископ е назначен на 12 декември 1961 година.